# Ендрю Боєнс
Ендрю Боєнс (англ. Andrew Boyens; нар. 18 вересня 1983, Данідін, Нова Зеландія) — новозеландський футболіст, захисник Нью-Йорк Ред Буллс та національної збірної Нової Зеландії.
Освіту здобув в Університеті Отаго.

## Клубна кар'єра
Ендрю Боєнс виступав в команді університету, в якому навчався, згодом перейшов переїхав до Америки, й виступає в командах американських соккер-ліг «Торонто» та «Нью-Йорк Ред Буллс». Учасник фінальної частини 19-го Чемпіонату світу з футболу 2010 в Південно-Африканський Республіці.

## Титули і досягнення
- Володар Кубка націй ОФК: 2008
- Бронзовий призер Кубка націй ОФК: 2004